# ワシントンメトロオレンジライン
オレンジライン（Orange Line）は、アメリカ合衆国ワシントンD.C.のワシントンメトロの地下鉄路線。バージニア州フェアファクス郡のヴィエナ-フェアファクス GMU駅からワシントンD.C.を経由してメリーランド州プリンスジョージズ郡のニューキャロルトン駅までを結ぶ。26の駅で構成され、ブルーライン、シルバーラインと路線の一部を共有している。

ワシントンメトロ路線図

## 駅一覧
| 駅番号 | 駅名                         | 駅名                | 開業年 | 接続路線                                                      | 備考 | 所在地         | 所在地           |
| 駅番号 | 日本語                       | 英語                | 開業年 | 接続路線                                                      | 備考 | 所在地         | 所在地           |
| ------ | ---------------------------- | ------------------- | ------ | ------------------------------------------------------------- | ---- | -------------- | ---------------- |
| K07    | ヴィエナ-フェアファクス GMU  | Vienna Fairfax-GMU  | 1986年 | ■オレンジライン                                               |      |                |                  |
| K06    | ウェストフォールズチャーチ駅 | West Falls Church   | 1986年 | ■オレンジライン                                               |      |                |                  |
| K05    | イーストフォールズチャーチ駅 | East Falls Church   | 1986年 | ■オレンジライン                                               |      | アーリントン郡 |                  |
| K04    | ボールストンーMU駅           | Ballston–MU         | 1979年 | ■オレンジライン                                               |      | アーリントン郡 |                  |
| K03    | バージニアスクエア–GMU駅     | Virginia Square–GMU | 1979年 | ■オレンジライン                                               |      | アーリントン郡 |                  |
| K02    | クラレンドン駅               | Clarendon           | 1979年 | ■オレンジライン                                               |      | アーリントン郡 |                  |
| K01    | コートハウス駅               | Court House         | 1979年 | ■オレンジライン                                               |      | アーリントン郡 |                  |
| C05    | ロスリン駅                   | Rosslyn             | 1977年 | ■オレンジライン ■ブルーライン                                 |      | アーリントン郡 |                  |
| C04    | フォギーボトム–GWU駅         | Foggy Bottom–GWU    | 1977年 | ■オレンジライン ■ブルーライン                                 |      | ワシントンD.C. | ノースウエスト区 |
| C03    | ファラガットウエスト駅       | Farragut West       | 1977年 | ■オレンジライン ■ブルーライン                                 |      | ワシントンD.C. | ノースウエスト区 |
| C02    | マクファーソンスクエア駅     | McPherson Square    | 1977年 | ■オレンジライン ■ブルーライン                                 |      | ワシントンD.C. | ノースウエスト区 |
| C01    | メトロセンター駅             | Metro Center        | 1977年 | ■オレンジライン ■ブルーライン ■レッドライン                   |      | ワシントンD.C. | ノースウエスト区 |
| D01    | フェデラル・トライアングル駅 | Federal Triangle    | 1977年 | ■オレンジライン ■ブルーライン                                 |      | ワシントンD.C. | ノースウエスト区 |
| D02    | スミソニアン駅               | Smithsonian         | 1977年 | ■オレンジライン ■ブルーライン                                 |      | ワシントンD.C. | サウスウエスト区 |
| D03    | ランファン・プラザ駅         | L'Enfant Plaza      | 1977年 | ■オレンジライン ■ブルーライン ■イエローライン ■グリーンライン |      | ワシントンD.C. | サウスウエスト区 |
| D04    | フェデラルセンターSW駅       | Federal Center SW   | 1977年 | ■オレンジライン ■ブルーライン                                 |      | ワシントンD.C. | サウスウエスト区 |
| D05    | キャピトルサウス駅           | Capitol South       | 1977年 | ■オレンジライン ■ブルーライン                                 |      | ワシントンD.C. | サウスイースト区 |
| D06    | イースタンマーケット駅       | Eastern Market      | 1977年 | ■オレンジライン ■ブルーライン                                 |      | ワシントンD.C. | サウスイースト区 |
| D07    | ポトマックアベニュー駅       | Potomac Avenue      | 1977年 | ■オレンジライン ■ブルーライン                                 |      | ワシントンD.C. | サウスイースト区 |
| D08    | スタジアムアーマリー駅       | Stadium–Armory      | 1977年 | ■オレンジライン ■ブルーライン                                 |      | ワシントンD.C. | サウスイースト区 |